# 上羽商事
上羽商事株式会社（うえばしょうじ）は、京都府京都市中京区東堀川丸太町下ルに本社を置く、医薬品・医療機器・医療用検査試薬・介護用品・健康食品・一般用医薬品等の卸売販売をおこなう企業であった。現在はケーエスケーである。

## 概要
- 設立 1947年（昭和22年）12月24日
- 代表取締役社長　伊藤孝一
- 資本金　4,800万円

## 沿史
- 1994年（平成6年）4月1日「シンエー」と合併

## 営業所
- 京都府
  - 舞鶴支店：京都府舞鶴市字倉谷1604
  - 峰山出張所：京都府中郡峰山町字菅
  - 福知山出張所：京都府福知山市問屋町1-2
- 滋賀県
  - 滋賀支店：滋賀県守山市今宿町261-10
- 大阪府
  - 大阪支店：大阪府高槻市城北町1-13-15

## 大株主
- 田辺製薬50％
- マルゴ不動産50％

## 主な取引メーカー
- 田辺製薬41.8％
- 協和発酵9.1％
- 東京田辺製薬7.6％
- 東洋醸造7.5％
- 日研化学5.4％